# Сан-Валентин
Сан-Валенти́н (исп. San Valentín) — горная вершина в Чили, высшая точка Патагонских Анд и участка Южных Анд на протяжении более 1000 км к северу от вершины (до 37° южной широты).
Высота вершины достигает 4058 м. Сложена гранитами. На склонах расположены пять ледников и вечные снега. К югу от Сан-Валентина находится Северное Патагонское ледниковое плато.